# ハヌマン・ドーカ宮殿

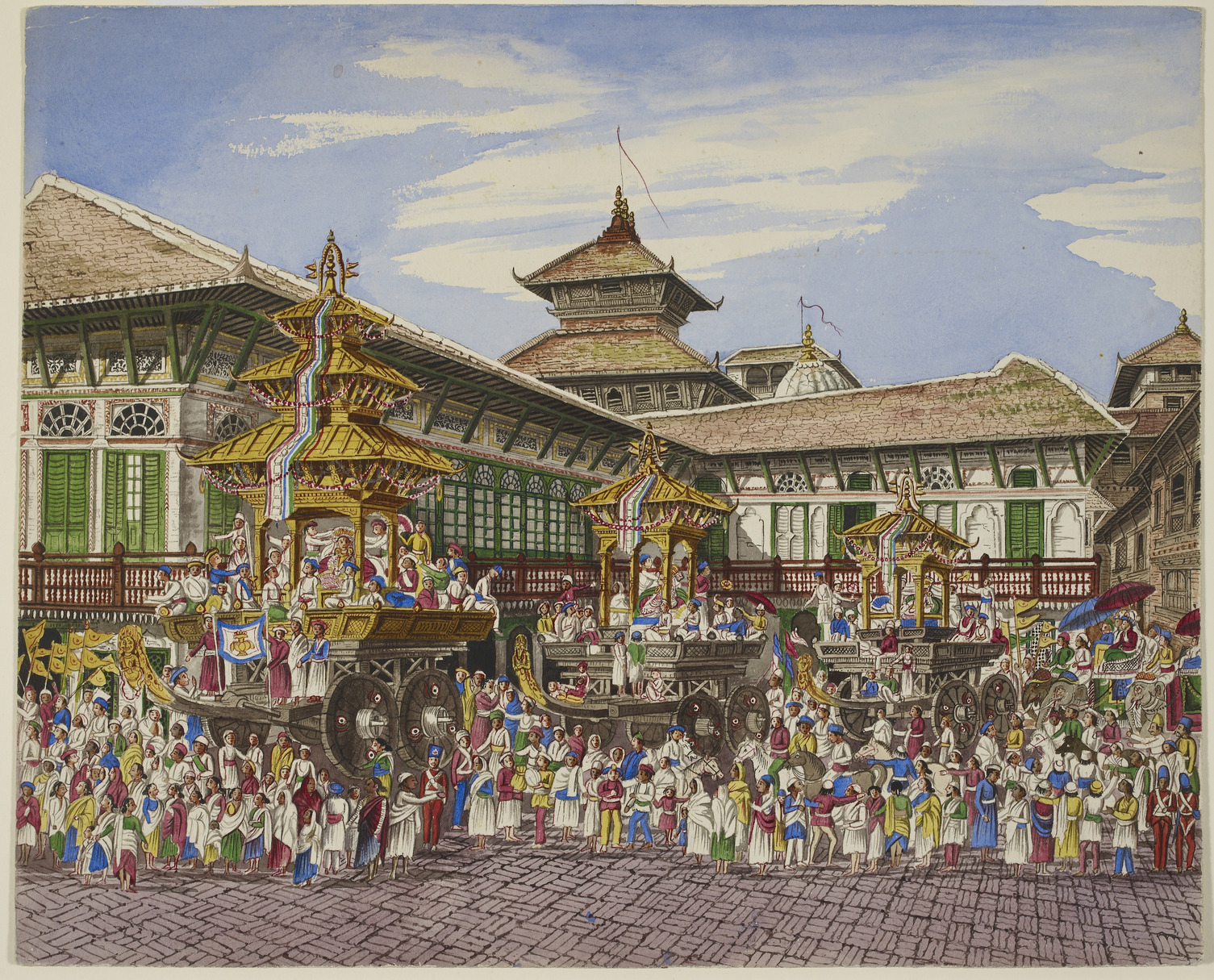
ハヌマン・ドーカ宮殿（1850年）

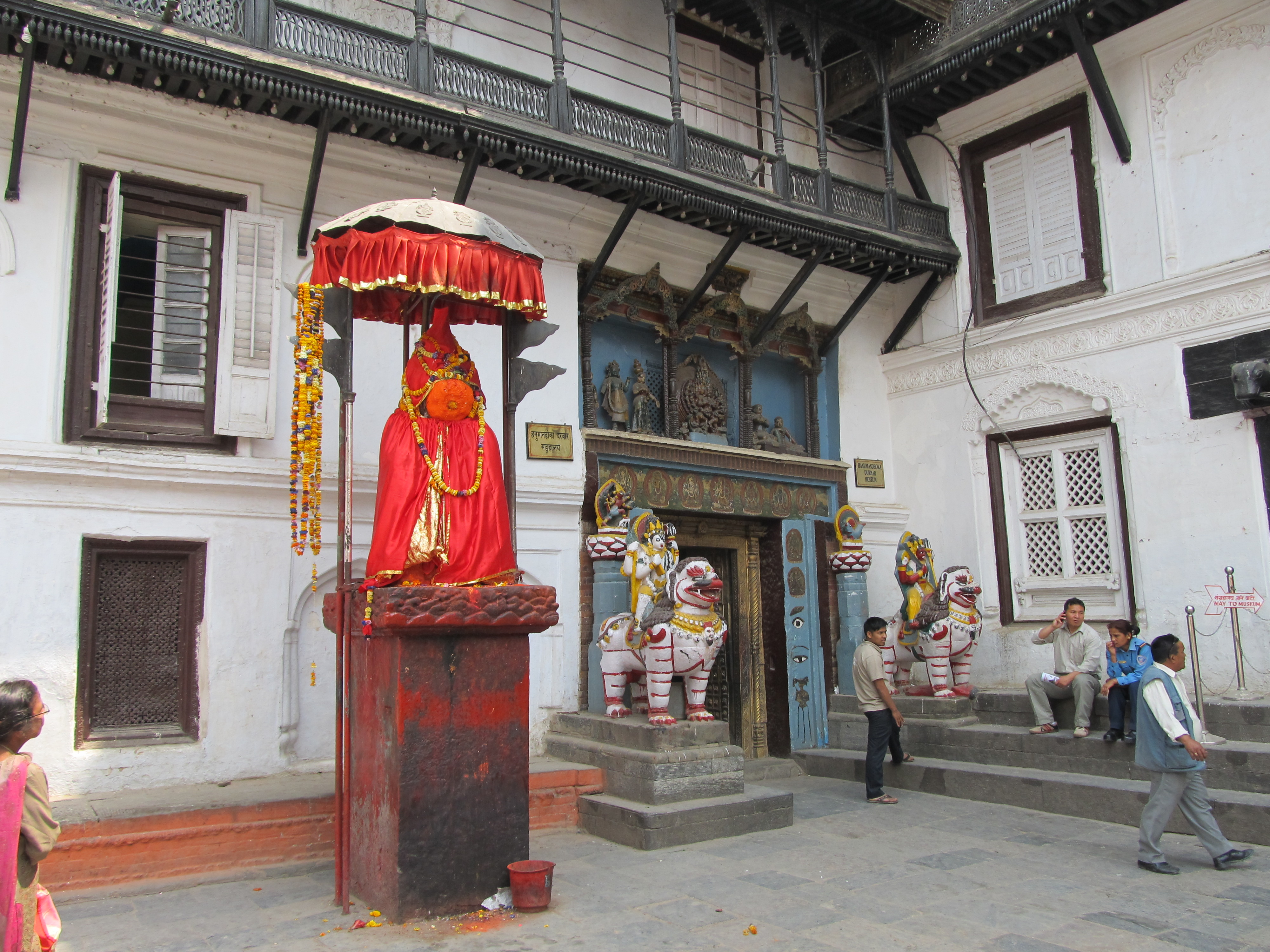
ハヌマン・ドーカ宮殿の門。二頭のハヌマーンの像がある

ハヌマン・ドーカ宮殿（ネパール語：हनुमान ध्वखा लाय्कू, Hanuman Dhoka）は、ネパールの首都カトマンズ、ダルバール広場にある宮殿。旧王宮であり、現在はハヌマン・ドーカ宮殿博物館となっている。「ドーカ」とは、門あるいは扉を意味する言葉である。

## 歴史
16世紀、マッラ朝の君主によって建設された。
17世紀、プラターパ・マッラの時代に拡張工事が行われた。
1768年、ゴルカ王プリトビ・ナラヤン・シャハが占領し、1886年までこの宮殿が王の居城であった。
2015年4月に発生した地震により、ハヌマン・ドーカ宮殿のダルバール・エリアが被害を受けた。